# Area metropolitana di Colorado Springs

Cartina dell'area statistica metropolitana di Colorado Springs

L'area statistica metropolitana di Colorado Springs è una area metropolitana definita dall'Ufficio per la gestione e il bilancio situata a Colorado Springs, nello stato del Colorado. Il censimento del 2020 conteggiò una popolazione di 755 105 persone, con un incremento del 17,0% rispetto al censimento del 2010. Quella di Colorado Springs è la 79° area metropolitana più popolata degli Stati Uniti e comprende la contea di El Paso e di Teller, in Colorado. Circa l'88,40% della popolazione dell'area metropolitana vive in città o in census-designated place; l'area metropolitana è la seconda più popolosa del Front Range Urban Corridor.
| Contea  | 2020    | 2010    | +/-    |
| ------- | ------- | ------- | ------ |
| El Paso | 730 395 | 622 263 | 17,38% |
| Teller  | 24 710  | 23 350  | 5,82%  |
| Totale  | 755 105 | 645 613 | 16,96% |

## Città dell'area metropolitana
| Posizione | Nome                 | Popolazione nel 2012 | Note |
| --------- | -------------------- | -------------------- | ---- |
| 1         | Colorado Springs     | 431 834              |      |
| 2         | Security-Widefield   | 32 882               | CDP  |
| 3         | Fountain             | 26 891               |      |
| 4         | Cimarron Hills       | 16 161               | CDP  |
| 5         | Fort Carson          | 13 813               | CDP  |
| 6         | Black Forest         | 13 116               | CDP  |
| 7         | Woodmoor             | 8 741                | CDP  |
| 8         | Woodland Park        | 7 189                |      |
| 9         | Stratmoor            | 6 900                | CDP  |
| 10        | Air Force Academy    | 6 680                | CDP  |
| 11        | Gleneagle            | 6 611                | CDP  |
| 12        | Mounument            | 5 742                |      |
| 13        | Manitou Springs      | 5 172                |      |
| 14        | Palmer Lake          | 2 512                |      |
| 15        | Cascade-Chipita Park | 1 655                | CDP  |
| 16        | Cripple Creek        | 1 183                |      |
| 17        | Ellicott             | 1 131                | CDP  |
| 18        | Calhan               | 798                  |      |
| 19        | Green Mountain Falls | 661                  |      |
| 20        | Victor               | 396                  |      |
| 21        | Peyton               | 250                  | CDP  |
| 22        | Midland              | 156                  | CDP  |
| 23        | Divide               | 127                  | CDP  |
| 24        | Ramah                | 126                  |      |
| 25        | Florissant           | 104                  | CDP  |
| 26        | Rock Creek Park      | 58                   | CDP  |
| 27        | Goldfield            | 49                   | CDP  |
|           | Totale               | 590 938              |      |

### Comunità non incorporate
- Altman
- Cascade
- Crystola
- Falcon
- Rush
- Truckton
- Yoder